# Schlamm-Segge
Die Schlamm-Segge (Carex limosa) ist eine Pflanzenart aus der Gattung Seggen (Carex) innerhalb der Familie der Sauergrasgewächse (Cyperaceae). Sie ist auf der Nordhalbkugel weitverbreitet.

## Beschreibung

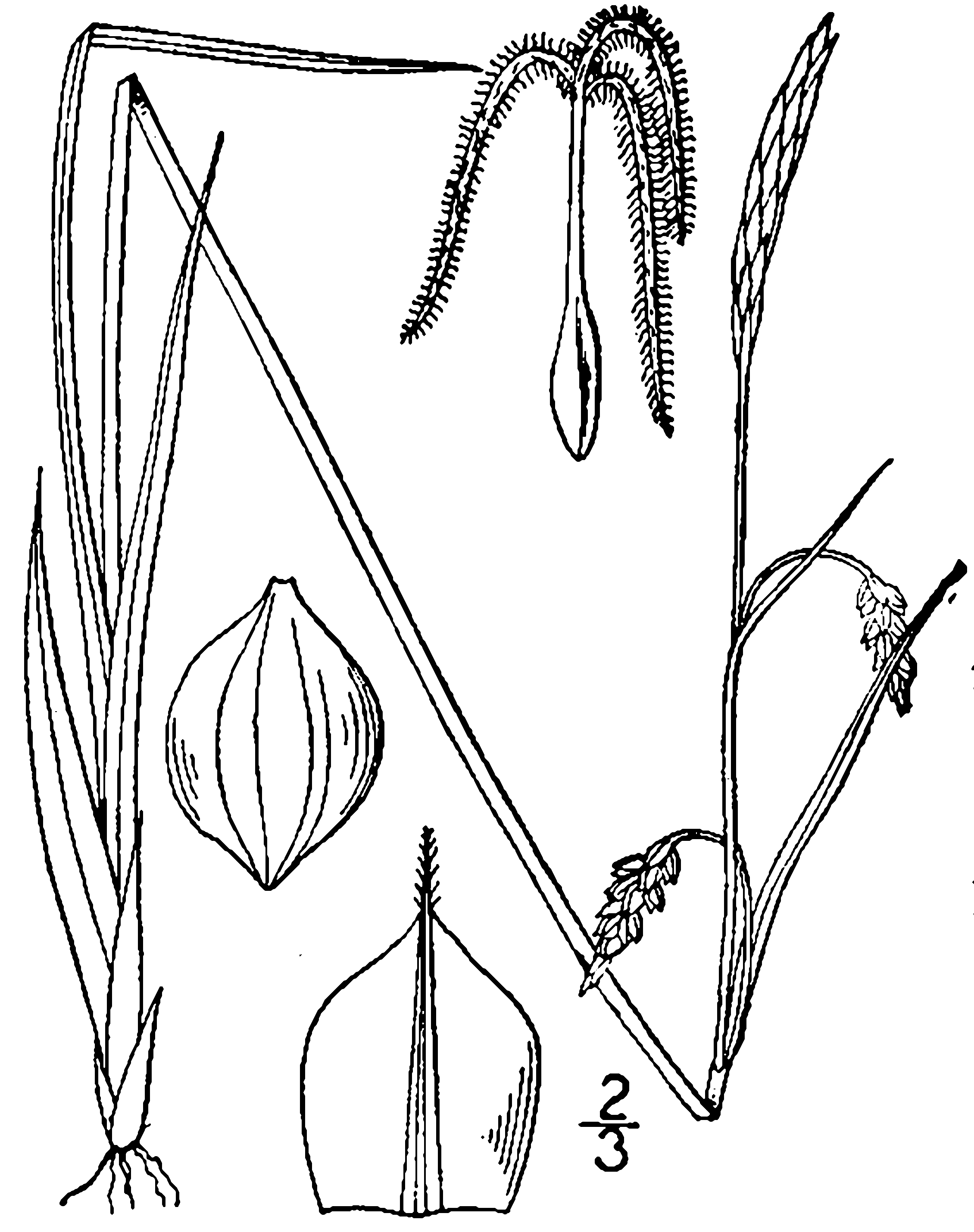
Illustration

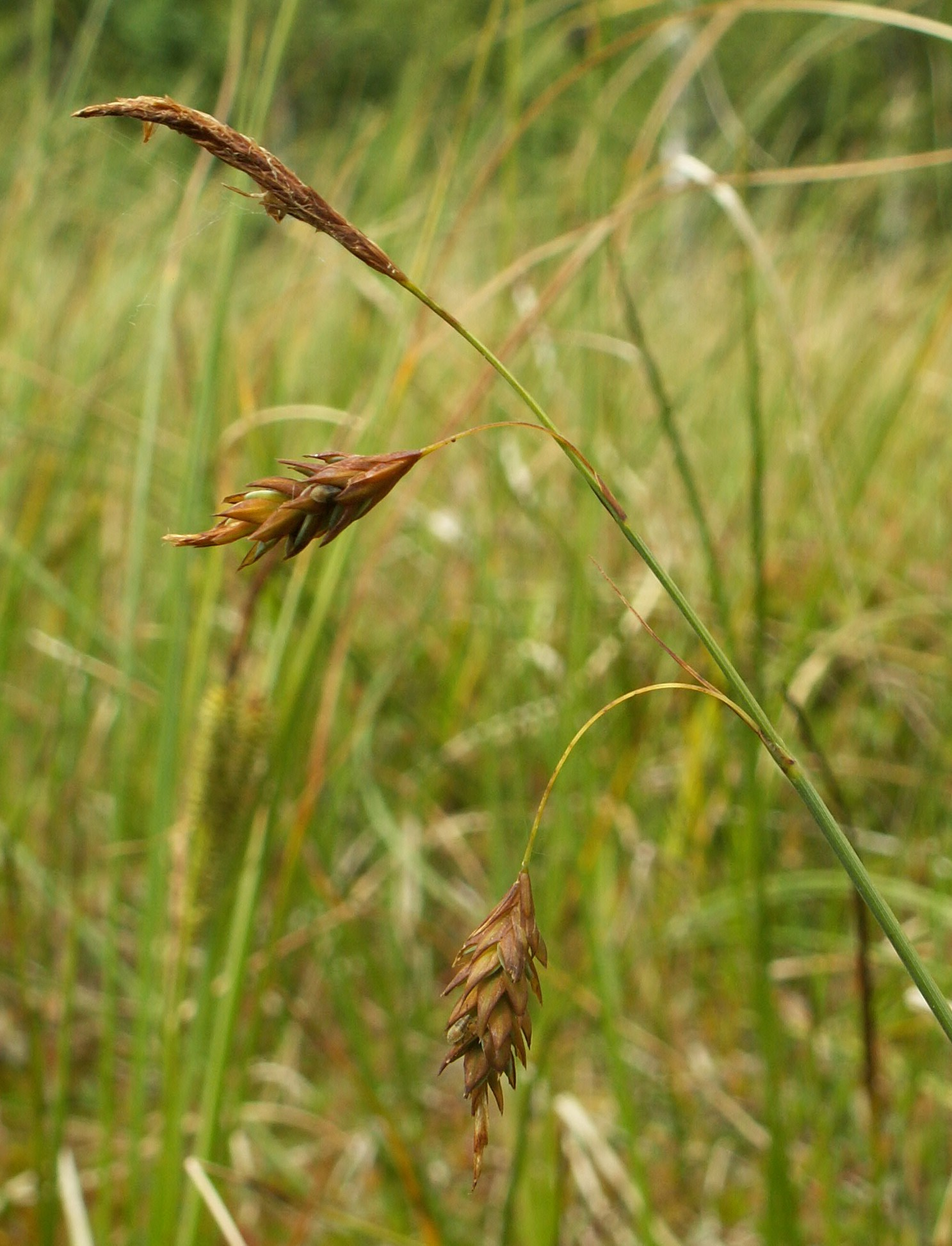
Blütenstand

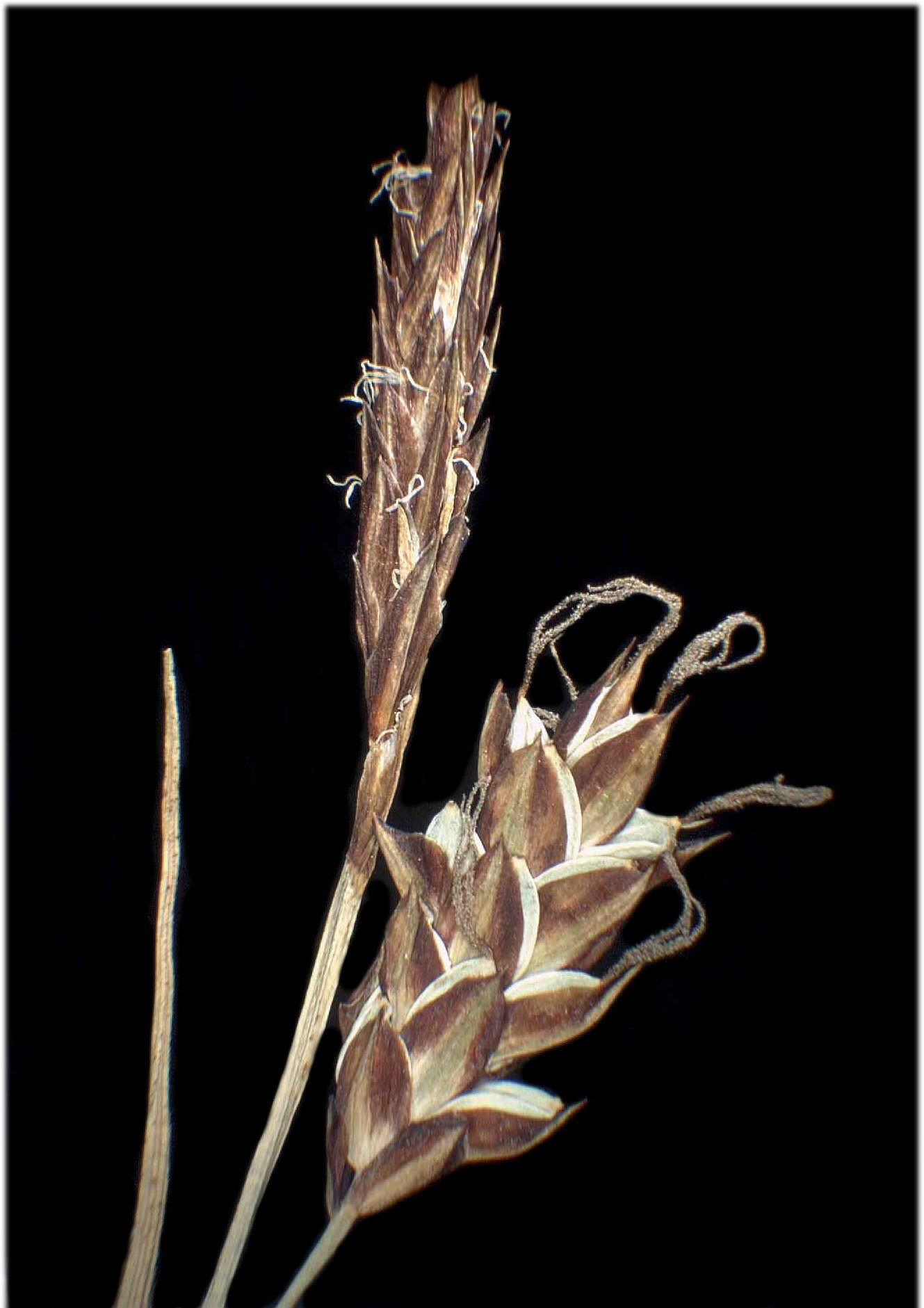
Blütenstand

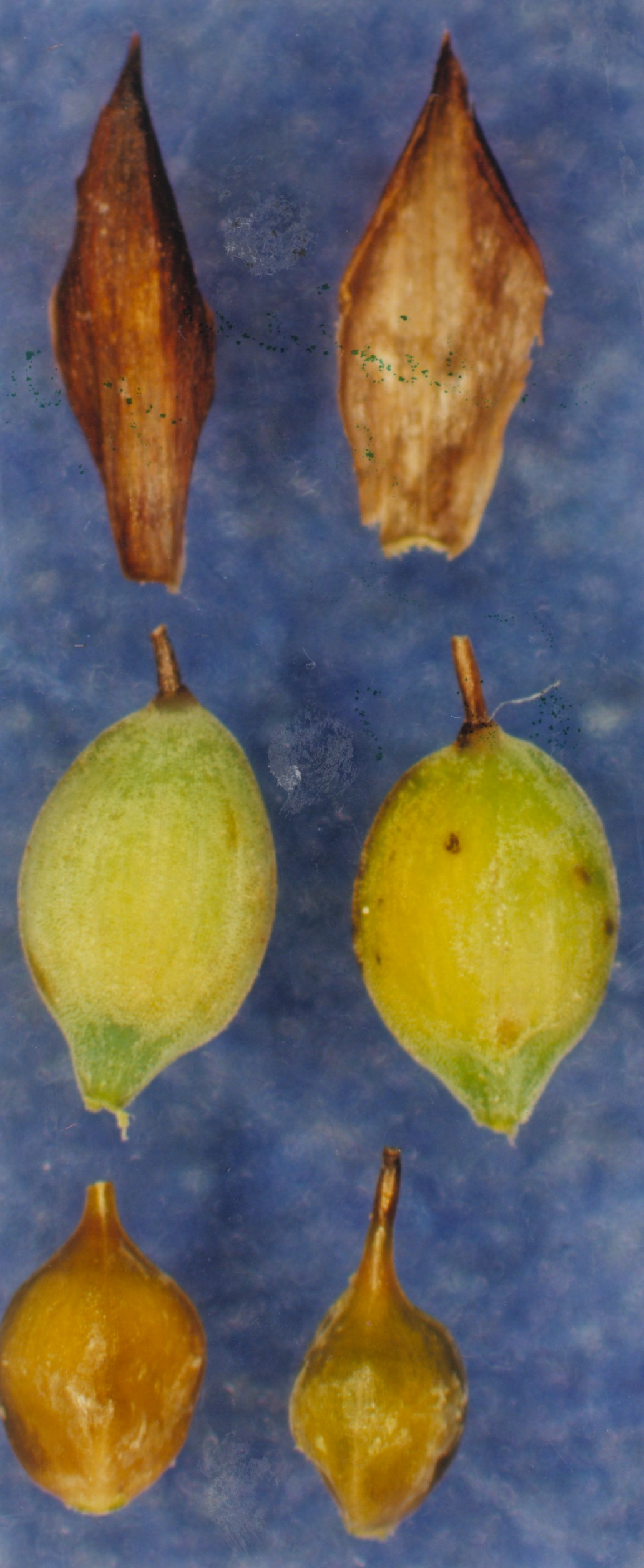
Spelzen, Fruchtschläuche, Frucht

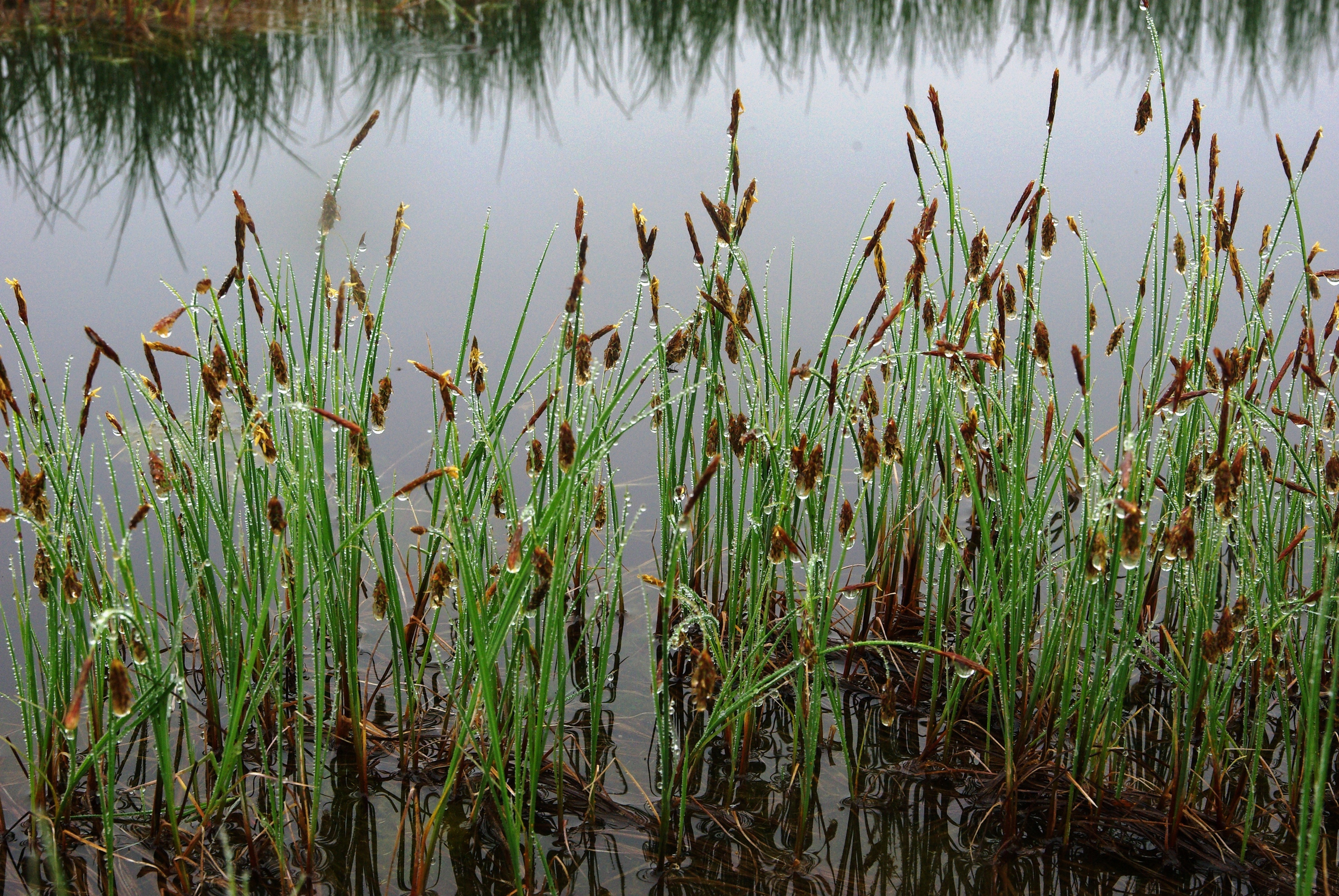
Bestand der Schlamm-Segge

### Vegetative Merkmale
Die Schlamm-Segge ist eine überwinternd grüne, ausdauernde krautige Pflanze, die Wuchshöhen von meist 20 bis 50 (15 bis 60) Zentimetern erreicht. Sie bildet lange, im Schlamm kriechende oberirdische und unterirdische Ausläufer und Rhizome. Das Rhizom ist rund und rot bis schwarz-braun mit gelben, verfilzten Wurzeln, die ein ausgedehntes Netzwerk bilden.
Die scharf dreikantigen, weniger als 1 Millimeter dicken, schwach linierten Stängel wachsen aufrecht und sind nur am Grund beblättert. Die untersten, dreikantigen Blattscheiden sind braun bis rot-braun und glänzend und gitternervig. Die Scheidenmündung ist ausgerandet. Die vordere Scheidenwand ist weiß, sehr dünnhäutig, lappig zerfallend und sehr leicht einreißend. Die stumpfen bis spitzen Blatthäutchen sind 2 bis 4 Millimeter lang und weiß. Die grau- bis blau-grünen, am oberen Rand sehr rauen und in eine sehr lange borstlich verwachsenen Spitze ausgezogenen Blattspreiten besitzen eine Länge von etwa 50 Zentimetern sowie eine Breite von 1 bis 1,5, zuweilen bis 3 Millimetern, sind steif, rinnig bis gefaltet, mit V-förmigem Querschnitt und oft mit borstig zusammengefalteten oder knickrandigen Blatträndern.

### Generative Merkmale
Das unterste Hüllblatt der Blütenstände ist pfriemlich bis laubblattartig und kürzer als der Blütenstand. Der Blütenstand ist 3 bis 6 Zentimeter lang und enthält zwei bis drei gestielte Ährchen. Männliche und weibliche Blüten befinden sich in verschiedenen Ährchen. Das endständige Ährchen ist männlich. Darunter befinden sich ein bis zwei voneinander entfernt stehende, lang gestielte und überhängende weibliche Ährchen. Die Spelzen sind rot- bis schwarzbraun oder grün. Die etwa 4 Millimeter langen, kurz geschnäbelten Fruchtschläuche sind elliptisch und linsenförmig zusammengedrückt und im Querschnitt undeutlich dreikantig. Es sind drei Narben vorhanden.
Die Chromosomenzahl beträgt 2n = 56, 62 oder 64.

## Ökologie und Phänologie
Bei der Schlamm-Segge handelt es sich um einen helomorphen Hemikryptophyten. Sie ist eine Volllichtpflanze und erträgt keine Beschattung. Etwa 70 Prozent der lebenden Pflanzenmasse befindet sich im Erdboden. Die vegetative Vermehrung erfolgt über lange im Schlamm kriechende Ausläufer.
Die Blütezeit erstreckt sich von April bis Juni. Die Schlamm-Segge fruchtet von Juli bis August.
Die Bestäubung erfolgt durch den Wind. Die Diasporen werden durch Wind, Wasser oder Anhaften im Fell von Tieren, besonders aber im Gefieder von Vögeln ausgebreitet.

## Vorkommen
Die Schlamm-Segge ist auf der Nordhalbkugel in fast ganz Europa, bis Zentral-, Nordasien und Nordamerika weitverbreitet. Außerdem kommt sie in der Dominikanischen Republik vor. In Europa fehlt sie nur in den Ländern Portugal, Bosnien-Herzegowina, Albanien, Nordmazedonien, Moldau und im europäischen Teil der Türkei. In Ungarn kam sie früher vor.
Sie wächst in den Sumpf- und Moorgebieten der borealen Ökozone und in niederschlagsreichen Gebirgsregionen mit Regenmoorwachstum.
Die Schlamm-Segge gedeiht hauptsächlich auf nassen, zeitweilig flach überschwemmten, kalkarmen, mäßig nährstoffreichen und sauren Torfschlammböden. Sie kennzeichnet damit ihre Wuchsorte – die baum- und strauchfreien, nicht austrocknenden Hoch- und Zwischenmoorschlenken sowie Schwingrasen und Verlandungsbereiche nährstoffarmer und huminsäurereicher (dystroph) Gewässer. Sie ist eine kennzeichnende Pflanzenart der nassen Senken innerhalb von Bult-Schlenken-Komplexen der Regen- und Zwischenmoore.
Die ökologischen Zeigerwerte nach Landolt et al. 2010 sind in der Schweiz: Feuchtezahl F = 5 (überschwemmt), Lichtzahl L = 4 (hell), Reaktionszahl R = 2 (sauer), Temperaturzahl T = 3 (montan), Nährstoffzahl N = 1 (sehr nährstoffarm), Kontinentalitätszahl K = 3 (subozeanisch bis subkontinental).
Die Schlamm-Segge gilt als Eiszeitrelikt und wächst meist mit Torfmoosen (Sphagnum) der Cuspidatum-Gruppe zusammen. Sie ist ein Element der Kleinseggenriede in Moorschlenken und die Kennart der Pflanzengesellschaft des Torfmoos-Schlammseggenriedes (Caricetum limosae) innerhalb des Verbandes der Torfmoor-Schlenken (Rhynchosporion). Hier wächst sie zusammen mit dem Weißen Schnabelried (Rhynchospora alba), dem Braunen Schnabelried (Rhynchospora fusca), der Blasenbinse (Scheuchzeria palustris), Rundblättrigem Sonnentau (Drosera rotundifolia), Mittlerem Sonnentau (Drosera intermedia), Sumpf-Weichorchis (Hammarbya paludosa), Moor-Bärlapp (Lycopodiella inundata), Trügerischem Torfmoos (Sphagnum fallax), Sphagnum squarrosum und anderen. In den Allgäuer Alpen steigt sie am Windeck in Bayern bis zu einer Höhenlage von 1750 Metern auf. Sonst in den Alpen steigt sie bis zu Höhenlagen von 2250 Meter auf.

## Gefährdung und Schutz
Die Schlamm-Segge ist im gesamten zentral-europäischen Raum gefährdet und im Rückgang befindlich. In den Gebieten mit intakten Regenmooren ist die Schlamm-Segge ein fester und ungefährdeter Bestandteil der Vegetation. Doch im europäischen Flach- und Hügelland ist sie eine sehr stark zurückgehende Art, die zwar weltweit ungefährdet, doch als kennzeichnende Pflanze wachsender Moore wertvoll und schützenswert ist. Die Gefährdungsursachen sind in der Zerstörung ihrer Lebensräume, der Entwässerung und Aufforstung von Moorstandorten, dem Abbau von Torf, dem Betreten und Befahren der empfindlichen Biotope sowie der Kultivierung von Mooren zu finden. Im Zuge des allgemeinen Moorschutzes und der Regelungen gemäß den FFH-Richtlinien sind Moore geschützte Lebensräume. In Deutschland ist die Schlamm-Segge in der Roten Liste der gefährdeten Pflanzenarten von 1996 und unverändert bei Metzing et al. 2018 in Kategorie 2 als „stark gefährdet“ geführt. In der Schweiz gilt sie als „potentiell gefährdet“. Sie ist in Delaware, Ungarn und den Niederlanden ausgestorben.

## Taxonomie
Die Erstveröffentlichung von Carex limosa erfolgte 1753 durch Carl von Linné in Species Plantarum, Tomus II, S. 977. Das Artepitheton limosa ist vom lateinischen Wort límosus, -a, -um für sumpfig abgeleitet und bezieht sich auf den Wuchsort.